# IAR Systems
IAR Systems Aktiebolag ist ein schwedisches Softwareunternehmen, das Entwicklungswerkzeuge für eingebettete Systeme (engl. embedded systems) entwickelt und vertreibt.
Kunden finden sich in der Telekommunikationsbranche, industriellen Automatisierung und Automotive-Industrie.
Das Unternehmen wurde 1983 gegründet und 2005 Teil der Intoi AB, der ehemaligen Nocom Group, die nach Umstrukturierung der Beteiligungen 2011 wiederum in IAR Systems Group umbenannt wurde. Von 2000 bis 2005 war IAR Systems auf dem schwedischen Aktienmarkt gelistet. IAR Systems verfügt über Niederlassungen in den USA, China, Japan, Deutschland, England, Schweden und Brasilien.

## Produkte
- IAR Embedded Workbench
 integrierte Entwicklungsumgebung mit einem Compiler und Debugger für die Programmiersprachen C++ und C, die über 30 verschiedene 8-, 16- und 32-Bit-Mikrocontroller (MCU) unterstützt
- PowerPac
 Echtzeitbetriebssystem (RTOS) für Middleware
- visualSTATE
 UML-konformes Design Tool für Zustandsdiagramme zur Entwicklung Event-getriebener Systeme.
- IAR KickStart Kit
 umfassende Software- und Hardware-Evaluierungsumgebung für ausgewählte Zielbausteine
- IAR Advanced Development Kit
 Paket mit allen erforderlichen Komponenten für eine umfassende Produktentwicklung